# Anka Romensky
Anka Romensky, född 16 september 1980 i Kiev (Ukrainska SSR, Sovjetunionen), är en ukrainsk fotomodell.
Romensky var Playmate of the Month i februari 2002.